# Théophile Maymac
Théophile Trédolat-Maymac dit Maymac est un homme politique français né le 18 novembre 1842 à Montredon-Labessonnié (Tarn) et décédé le 24 janvier 1916 à Alençon (Orne).

## Biographie
Il se tourne vers le droit et devient avocat à Blois, puis à Romorantin, où il est avocat-avoué pendant 30 ans. Conseiller municipal de Romorantin en 1892, maire en 1895, il est aussi conseiller d'arrondissement. Il est député de Loir-et-Cher de 1898 à 1902, inscrit au groupe de l'Union progressiste. En 1909, il devient juge de paix à Alençon.

## Sources
- « Théophile Maymac », dans le Dictionnaire des parlementaires français (1889-1940), sous la direction de Jean Jolly, PUF, 1960 [détail de l’édition]